# Porenziffer
Die Porenziffer, auch Porenzahl oder selten relativer Porenraum genannt, ist eine Kenngröße zur Charakterisierung eines porösen Stoffes. Sie ist ein Maß dafür, wie viel Raum der eigentliche Feststoff aufgrund seiner Körnung oder Klüftung innerhalb eines bestimmten Volumens ausfüllt bzw. welche Hohlräume er in diesem hinterlässt. Die Poren sind dabei in der Regel mit Luft und/oder Wasser gefüllt.

## Definition
Die Porenziffer {\displaystyle e} ist definiert als das Verhältnis des Hohlraumvolumens {\displaystyle V_{\text{Hohl}}} zum Feststoffvolumen {\displaystyle V_{s}}. Es gilt also
{\displaystyle e={\frac {V_{\text{Hohl}}}{V_{s}}}}
Das Hohlraumvolumen {\displaystyle V_{\text{Hohl}}} ist das Gesamtvolumen aller Klüfte, Poren und anderer Hohlräume des Feststoffes, demnach gilt
{\displaystyle V_{\text{Hohl}}+V_{s}=V_{\text{ges}}}.
{\displaystyle V_{\text{ges}}} bezeichnet hier das Gesamtvolumen. Der Index {\displaystyle s} bei dem Feststoffvolumen {\displaystyle V_{s}} steht für solid, englisch für fest. Damit ergibt sich als alternative Definition 
{\displaystyle e={\frac {V_{\text{ges}}-V_{s}}{V_{s}}}}.
Neben der Notation als {\displaystyle e} findet sich auch noch die als {\displaystyle \varepsilon }.

## Beziehung zur Porosität
Die Porenziffer steht in enger Beziehung zur Porosität {\displaystyle \Phi } und lässt sich auch durch diese ausdrücken. So gilt direkt aufgrund der Definition der Porosität
{\displaystyle e={\frac {\Phi }{1-\Phi }}}
Umgekehrt lässt sich auch die Porosität mithilfe der Porenziffer darstellen und ergibt dann
{\displaystyle \Phi ={\frac {e}{1+e}}}.

## Wertebereich
Im Unterschied zur Porosität, welche Werte zwischen null und eins annimmt, kann die Porenziffer Werte zwischen Null und unendlich annehmen. Dabei entspricht eine Porenziffer von null einem massiven Feststoff ohne Poren. Die Porosität ist hier ebenfalls null. Bei einer Porenziffer von unendlich besteht der Feststoff nur aus Poren und besitzt eine Porosität von eins. Dieser Fall ist lediglich von theoretischem Interesse, da es sich dann präziserweise nicht mehr um einen Feststoff handelt.